# Матансас (провинция)
Мата́нсас (исп. Matanzas) — одна из провинций Кубы, граничащая на западе с провинцией Маябеке, а на востоке — с провинциями Вилья-Клара и Сьенфуэгос. Административным центром провинции является город Матансас. Наиболее крупные города провинции (помимо столицы) — Карденас (исп. Cárdenas) и Ховельянос (исп. Jovellanos). В провинции Матансас также расположен известный курортный город Варадеро.

## География
Вторая по площади, провинция Матансас — наиболее равнинная и низко расположенная над уровнем моря провинция Кубы. Высшая точка провинции Матансас — Пан-де-Матансас (Pan de Matanzas) находится на высоте лишь 380 м над уровнем моря.
На северном побережье провинции расположены многочисленные, но небольшие коралловые рифы; береговая линия поросла мангровыми лесами.
На южном побережье провинции Матансас расположено огромное болото Сьенага-де-Сапата (Ciénaga de Zapata), покрывающее собой обе части южного побережья провинции и полуостров, носящий то же название, что и болото.

## История
На востоке полуострова находится Залив свиней (Bahía de Cochinos), хорошо известный как место неудачной высадки десанта кубинских эмигрантов из США в 1961 году. В первой половине 1960-х в провинции развивалось повстанческое движение против правительства Фиделя Кастро.

## Муниципалитеты
До реформы административного деления страны 1 августа 2010 года провинция имела 22 муниципалитета:
1. Аграмонте (Agramonte);
2. Алакранес (Alacranes);
3. Аркос-де-Канаси (Arcos de Canasí);
4. Болондрон (Bolondrón);
5. Карденас (Cárdenas);
6. Карлос Рохас (Carlos Rojas);
7. Колон (Colón);
8. Гвамакаро (Guamacaro);
9. Хагуэй Гранде (Jagüey Grande);
10. Ховельянос (Jovellanos);
11. Хуан Гвальберто Гомес (Juan Gualberto Gómez);
12. Лос-Арабос (Los Arabos);
13. Мангито (Manguito);
14. Марти (Martí);
15. Матансас (Matanzas);
16. Максимо Гомес (Máximo Gómez);
17. Педро Бетанкур (Pedro Betancourt);
18. Перико (Perico);
19. Сан-Антонио-де-Кабесас (San Antonio de Cabezas);
20. Сан-Хосе-де-лос-Рамос (San José de los Ramos);
21. Санта-Ана (Santa Ana) или Сидра (Cidra);
22. Унион-де-Рейес (Unión de Reyes);
23. Варадеро (Varadero).

После реформи административного деления страны 1 августа 2010 года число муниципалитетов сократилось до 13:
| №  | Муниципалитет     | Площадь, км² | Население, чел.2004 | Плотность населения, чел./км² |
| -- | ----------------- | ------------ | ------------------- | ----------------------------- |
| 1  | Калименте         | 958          | 29 736              | 31,04                         |
| 2  | Карденас          | 596          | 103 087             | 172,96                        |
| 3  | Сьенага де Сапата | 4 320        | 8 750               | 2,03                          |
| 4  | Колон             | 597          | 71 579              | 119,9                         |
| 5  | Хагуэй Гранде     | 882          | 57 771              | 65,5                          |
| 6  | Ховельянос        | 505          | 58 685              | 116,21                        |
| 7  | Лимонар           | 449          | 25 421              | 56,62                         |
| 8  | Лос-Арабос        | 762          | 25 702              | 33,73                         |
| 9  | Марти             | 1 070        | 23 475              | 21,94                         |
| 10 | Матансас          | 317          | 143 706             | 453,33                        |
| 11 | Педро Бетанкур    | 388          | 32 218              | 83,04                         |
| 12 | Перико            | 278          | 31 147              | 112,04                        |
| 13 | Унион-де-Рейес    | 856          | 40 022              | 46,75                         |
|    | всего             | 11 978       | 651 299             | 54,37                         |

## Экономика
Матансас — одна из наиболее промышленно развитых провинций Кубы. На её территории находятся нефтеперегонные заводы, нефтяные терминалы для обслуживания супертанкеров, а также 21 сахарный завод, производящий сахар из местного сырья — сахарного тростника.